# David Ames Manson
Pour l’article homonyme, voir Manson.
David Ames Manson (24 décembre 1841-9 février 1929) est un maître de poste, marchand et télégraphiste et homme politique fédéral du Québec.

## Biographie
Né à Mansonville, aujourd'hui Potton dans le Canada-Est, David Ames Manson est originaire de parents écossais. Il effectua ses études à Knowlton, Stanstead et à Waterloo. Devenu maître des postes de Mansonville de 1865 à 1880, il fut également directeur de la Compagnie d'assurance agricole du Canada et de la Missisquoi and Black River Railway.
Élu député du Parti libéral-conservateur dans la circonscription fédérale de Brome (lors d'une élection partielle déclenchée après le décès du député sortant, Edmund Leavens Chandler), en 1880, il ne se représenta pas en 1882.